# United States House Homeland Security Subcommittee on Intelligence, Information Sharing, and Terrorism Risk Assessment
El Homeland Security Subcommittee on Intelligence, Information Sharing, and Terrorism Risk Assessment es un subcomité de la Comisión de Seguridad Nacional de los Estados Unidos.

## Miembros del111º Congreso de los Estados Unidos
| Mayoría | Minoría |
| --- | --- |
| - Jane Harman, California, Chairwoman - Yvette Clarke, Nueva York - Ann Kirkpatrick, Arizona - Al Green, Texas - Jim Himes, Connecticut - Vacancy | - Michael McCaul, Texas, Miembro ranking - Charlie Dent, Pensilvania - Paul Broun, Georgia - Mark Souder, Indiana |
| Ex oficio | |
| - Bennie Thompson, Misisipi | - Peter T. King, Nueva York                                                                                       |